# Лонджано
Лонджа̀но (на италиански: Longiano, на местен диалект Lunzèn, Лундзен) е градче и община в северна Италия, провинция Форли-Чезена, регион Емилия-Романя. Разположено е на 179 m надморска височина. Населението на общината е 6973 души (към 2012 г.).